# Dance Dance Revolution World
Dance Dance Revolution World es la entrega arcade N.º 18 desarrollada por Konami. Se ha anunciado el 7 de mayo de 2024. Su fecha de lanzamiento es el 12 de junio de 2024.

## Antecedentes
Debido a problemas con las funciones de liga dorada tras el anuncio de ANNIVERSARY LEAGUE, las máquinas antiguas (las de primera generación y las de Supernova2), dejaron de recibir soporte. Un mes después, dejaron de funcionar, si es que no le han puesto parches de desconexión de la entrega anterior primero. Esta es la primera entrega que no es compatible con dichas máquinas.

## Versiones, idiomas y cabinas
Su versionado es MDX:X:Y:Z:YYYYMMDD00 (Hawái y las tiendas ROUND 1 USA usa TDX:U:Y:Z:YYYYMMDD00), en donde X indica idioma o región, Y el gabinete, Z el sistema utilizado, YYYYMMDD la fecha de actualización y 00 el N.º de parche en caso de bugs o hackeos.
Depende de la letra inicial, depende de la región en que se distribuye que es:
| Letra | País o región | Comentarios                                                                                       |
| ----- | ------------- | ------------------------------------------------------------------------------------------------- |
| J     | Japón         | PASELI es req. para PREMIUM MODE y GALAXY MODE (exc. en máquinas que no lo soportan o no lo usan) |
| A     | Asia          | afecta a Hong Kong, Macao, Indonesia, Taiwán, Singapur, Australia y Nueva Zelanda                 |
| K     | Corea del sur | Distribuida por Uniana y con bloqueo regional de contenido debido al GRAC                         |
| U     | América       | Con bloqueo regional de licencias en modelos MDX y sin bloqueo en modelos TDX                     |
| E     | Europa        | Con bloqueo regional de licencias                                                                 |
| Y     | Indonesia     | Versionado distinto                                                                               |

Los gabinetes son los siguientes:
- A: DDR X (720p 37", 4 flechas + START por lado, luces led laterales)
- C-G: DDR(2013) (Cabinas blancas, 1080p 42", 4 flechas + START por lado)
- I: 20th Anniversary (Cabinas doradas, 4K 55", 4 flechas + START por lado)

La letra Z indica la revisión, sobre todo, en cabinas 20th Anniversary Model, debido a cambios de hardware. La letra A indica que se usó un sistema antiguo y la B indica que se usó un nuevo sistema.

## Cambios

### General
- El diseño de la interfaz es más urbano.

- Sin embargo, con la interfaz por defecto, el fondo es verde claro y los bordes de objetos son verde oscuros o azul oscuros. En el centro, se puede ver una nave espacial, de fondo los planetas de colores verde menta, verde oscuro o azul oscuro, según corresponda, y las líneas fijas de color verde menta y abajo las nubes que van de izquierda a derecha. Se puede intervenir la coloración del fondo, los bordes, las líneas, la nave espacial, los planetas y las nubes, o incluso, cambiar el diseño completo vía web. Por defecto es la interfaz cohete saliendo al espacio verde, pero se puede cambiar a azul y amarillo, y vía Premium Customizer, a rosa y violeta.
- El logo, las transiciones y parte de la interfaz aparecen blancas. Las instrucciones en la parte inferior de la pantalla aparecen negras y letras blancas (exceptuando las teclas, que mantienen el color del fondo verde claro).
- Seleccionar canciones aparece Emi (gato) y Rage (IIDX) cubriendo el fondo, pero estos personajes son cambiables. Solo aparecen sus rostros en la evaluación y en escala de grises en los filtros de pantalla.
- Adicionalmente, se incorpora la personalización que solo se interviene vía web, y los nuevos personajes y diseños (en el caso de puertas) se encuentran disponibles vía Premium Customizer. Se agregaron los personajes Alice (WORLD), Alice (verano), Baby-Lon (tigre), Yuni (abogada), Yuni (verano), Akira (World), Kon Amado, Sakura Komai, Rinon (SDVX), Tsugaru (DDR), GRACE (DDR), Mimi (armadura Rinon), Rio (DDR) y las chicas de HinaBitter en el selector de canciones, los filtros de pantalla, las puertas, el perfil de usuario y la evaluación, la rejilla, el panal y los triángulos Rootage en los filtros de pantalla, una dupla Alice (WORLD) y Emi (gato), una dupla Alice y Yuni (versiones WORLD y abogada, y Verano, respectivamente), una dupla Kon Amado y Sakura Komai y un grupo compuesto por Rinon (SDVX), Tsugaru (DDR), GRACE (DDR), Mimi (armadura Rinon) y Rio (DDR) en el filtro, las puertas en DOUBLE y en secuencia en jugabilidad, al menos 8 imágenes de canciones en las puertas y perfil de usuario y nuevos diseños de fondo para el selector de canciones y jugabilidad (exc. en canciones con videos ajustados a pantalla completa) y la secuencia de bag single EXPERT (a 0,25x y WAVE) en los filtros y las puertas. Solo algunos personajes tuvieron variantes Bemani Pro League y en los perfiles de usuario, en vez de diseños, se puede cambiar por uno de los 7 equipos, con excepción de SuperNova Tohoku, que ya no pertenece a dicha liga. Tsugaru proviene de beatmania IIDX, GRACE de Sound Voltex, Mimi de pop'n music y Rio de GITADORA.

- Se cambió de nuevo el anunciante.
- El parche de 15 de octubre de 2024 se rediseñaron partes de la interfaz.
- El parche de 11 de marzo de 2025 se ajustaron las animaciones de interfaz, se cambiaron las voces al cambiar estilos, y se optimizaron otras funciones internas.[4]

### Selección de estilo
Se rediseña el selector de estilos: en partidas de un solo jugador, y como consecuencia de la fusión de los estilos SINGLE y DOUBLE, ahora son reagrupados en un nuevo modo SOLO, mientras que las partidas de dos jugadores son convertidas en modo DUO. El modo BEMANI PRO LEAGUE BATTLE se reactivó el 6 de agosto de 2024, renombrándose como IN-STORE BATTLE MODE y solo se encuentra disponible para 20th Anniversary Model. Sus modos son: SINGLE 1 vs. 1, DOUBLE 1 vs. 1 y DUO 2 vs. 2. Los usuarios reconocerán en la pantalla de título si se encuentra el icono IN-STORE BATTLE MODE disponible.

### Canciones desbloqueadas
Además de las canciones desbloqueadas de entregas anteriores (exceptuando 20th Anniversary Model y todo el contenido de DDR GP sin liberar todavía), se agrega:
- Todas las canciones de eventos de la versión anterior
- Todas las canciones de COURSE TRIAL de la versión anterior
- Todas las canciones EXTRA SAVIOR de la versión anterior
- Todas las canciones EXTRA EXCLUSIVE de la versión anterior
- Todas las canciones de la liga dorada de la versión anterior
- Todas las dificultades CHALLENGE que no debutaron como parte de los packs de DDR GP

- Eso incluye todas las canciones que solo contienen CHALLENGE que anteriormente fueron bloqueadas para los jugadores que no tienen cuenta.

- Baby-Lon's Galaxy
- Konami Arcade Championship (2023)

### Dificultades cambiadas
- Ya van más de 100 canciones de versiones anteriores que tuvieron dificultades cambiadas. La mayoría de las canciones con LV 1 fueron cambiadas a un nivel más alto.
- Adicionalmente, "NGO" tuvo errores de cuantizaciones de notas, y no solo problemas de sincronía, por lo que fue arreglada la canción.
- "Dense Flyer" DOUBLE-EXPERT y "Chocolate Planet" DOUBLE-CHALLENGE tuvieron correcciones de secuencia.

### Selección de canciones
- Se rediseñan las categorías: Por defecto, se escogen canciones por género, pero pueden escoger entre 1st STEP (equivale al modo Happy), ALL MUSIC, COURSE MODE (si los cursos están disponibles) y CLASS (si dichas dificultades están disponibles). Los géneros son POP MUSIC (para canciones J-POP, K-POP y canciones mundiales), VIRTUAL POP (categoría que suelen tener canciones Vocaloid u otro software de canto que utilice inteligencia artificial), ANIME and GAME (para canciones provenientes de anime o videojuegos), Arreglos Touhou Project y FOR MUSIC GAMERS (cuyas canciones provienen de cualquier juego, que no necesariamente proviene de Konami). A diferencia de DDR 4thMIX, no necesariamente los jugadores deben escoger canciones de ese género durante la partida.

- Adicionalmente, todas las categorías tienen un límite de dificultad (exc. en ALL MUSIC, EXTRA SAVIOR, EXTRA EXCLUSIVE ni en categorías de eventos)
- Solo ser puede seleccionar categorías con las teclas ← y → (las otras flechas no valen).

- Canciones con SHOCK ARROWS aparecen con un rayo, con cambios de velocidad aparecen con una flecha y con detenciones aparecen con signos de exclamación.
- Todas las canciones ahora tienen sus BPM correctos. En canciones con BPM dividido entre dificultades, se mostrarán sus valores dependiendo de la dificultad. En versiones antiguas, los valores BPM de algunas canciones eran errados.
- Originalmente, los valores BPM se encontraban arriba del título de canción. Para coincidir con parte de la interfaz de la serie A, fue revertida el 6 de agosto de 2024. Además, el jacket se encuentra a la izquierda del título de canción. El 10 de septiembre de 2024, también aparece los iconos debajo de los títulos de canción, no solo al seleccionar dificultad.
- Ahora es posible retroceder por si el usuario cambia de opinión (exc. en categoría) y solo antes de los 30 segundos.

- COURSE MODE y CLASS solo es compatible con la primera canción. Por ahora, no hay cursos ni dificultades en CLASS esta vez.

- Ahora se puede filtrar canciones (por defecto: filtrado en la carpeta DDR WORLD y LV 1). No hay canciones LV 20 todavía (salvo bugs y edits de usuario) y solo se puede hacer en ALL MUSIC.

- La categoría VERSION ahora se fusionan carpetas: todas las canciones antiguas son organizadas en la nueva carpeta DDR(1st)-5thMIX, las canciones de DDRMAX, MAX2 y EXTREME son fusionadas en su segunda carpeta, las canciones de Supernova 1 y 2 son fusionadas en su tercera carpeta, las provenientes de DDR X, X2 o X3 son fusionadas en su cuarta carpeta, canciones DDR(2013) y (2014) son fusionadas en su quinta propia carpeta y las de DDR A20 (PLUS) son fusionadas en su séptima carpeta. Las carpetas DDR A, A3, y la nueva carpeta del juego actual no sufrieron cambios.

- Si se filtran por CLASSIC, se seleccionarán todas las canciones hasta X3, por WHITE, canciones de (2013) al A, y por GOLD, canciones de DDR A20 o superior y nuevas.
- Si se filtran por VERSION o por CLASSIC, WHITE o GOLD, primero se organiza por juego de origen (del más nuevo al más antiguo) y luego por ABC.
- Filtrar por eventos ahora se puede seleccionar canciones EXTRA SAVIOR y EXTRA EXCLUSIVE (si es que hay).
- También se puede filtrar por dificultad (BEGINNER, BASIC, DIFFICULT, EXPERT o CHALLENGE) o por tipo de completado (NO PLAY, FAILED, ASSIST CLEAR, CLEARED, HARD CLEAR, FC, GFC, PFC o MFC).
- Filtrar por grados también se consideran los signos.

- La categoría ABC se fusionaron carpetas al igual que en IIDX, solo dejando los caracteres japoneses al principio y la carpeta otros se han fusionado con las canciones que se inician con un número.
- La categoría género se han fusionado las canciones J-POP con las mundiales en una nueva carpeta POP MUSIC, canciones Vocaloid son separadas de la carpeta variedad y agregadas a la nueva carpeta VIRTUAL POP y se han fusionado las canciones HinaBitter y BandMeshi en una nueva carpeta exclusiva.
- Ahora se pueden filtrar por rango FLARE como nueva categoría. En paralelo, se reemplaza la carpeta ALL MARVELOUS de la categoría grados por la carpeta MFC de la categoría tipos de completado.

- El tiempo para seleccionar opciones y dificultades fue revertida a 30s.
- Se ajustó también las funciones para el teclado numérico: las teclas 2 y 5 son para cambiar dificultad, la tecla 1 permite ver los puntajes fantasma, la tecla 4 para alternar puntajes entre FLARE Skill y puntaje Supernova2 (o EX-SCORE en algunos casos), la tecla 6 para filtrar la lista, y la tecla 7 para retroceder.

- La tecla 9 de opciones no sufrió cambios y cambiar estilo fue movida de 3 a 8.
- Sin embargo, las teclas 6, 7 y 9 no reaccionaron fuera de ALL MUSIC. Se arregló el 6 de agosto de 2024.
- Posteriormente, la tecla 7 redirige a la opción de cerrar carpeta.

- Debido a cambios en el diseño, los bordes de cada canción sin seleccionar se mantienen negras y cambian de color si un usuario lo completó con cualquier nivel FLARE y a arcoíris si lo hizo con FLARE LV EX. La canción seleccionada tendrá su borde verde claro, junto con el texto de confirmación en negro y se mostrará en el borde superior de la pantalla en blanco, con fuente negra y numeración de BPM en amarillo.

- En caso de ranuras vacías, ahora son cuadros plomos marcados con el texto BLANK.

- Solo en ALL MUSIC:

- Filtrar lista con la tecla 6 o las teclas ← y → de la cabina al mismo tiempo.
- Acceso a opciones manteniendo presionado START.
- La tecla 00 se reinicia los filtros.
- La tecla 0 permite alternar entre el filtro simplificado o el filtro de canciones por defecto. También muestran el número de dificultades y se mostrarán mensajes de error si no se encuentran dichas dificultades al filtrarlas. (En modo Duo, el primero que logra acceder al juego tiene prioridad al filtro de canciones)
- Canciones revividas ahora son movidas a este juego con el parche del 28 de enero de 2025.

- Se reactiva RANDOM con el parche de 10 de junio de 2025.

### Opciones
- Se ha rediseñado el menú de opciones.

- Solo para GALAXY MODE: se agrega FLOATING FLARE.
- Req. PREMIUM MODE: todos los niveles FLARE (bajaron desde GALAXY MODE), se agrega CONSTANT y aparición de las flechas.
- Solo necesita e-amusement pass: 4 LIVES (la única que bajó desde PREMIUM MODE)
- Deja de requerir cuenta: velocidades originalmente bloqueadas, apariencia, puertas, acciones de desplazamiento, rotación de flechas y zona de pasos.
- Deja de requerir intervención vía web: juicios de sincronía, líneas guía, color y diseños de flechas, fondo de secuencia y filtro de pantalla (todas también dejan de requerir cuenta).

- Velocidad es renombrada a Velocidad de desplazamiento, las velocidades en modo HI-SPEED se ajustan a 0.05x y en modo REAL SPEED se ajustan de 10 a 2000 BPM a escala de 10. No necesitan cuenta para todas las velocidades (pero el rango en HI-SPEED siempre es de 0.25x a 8x). El usuario puede optar por HI-SPEED (mostrado como SPEED RATE) o por REAL SPEED.

- Adicionalmente, solo se puede cambiar la velocidad al empezar la canción a escala 0.25x (en modo HI-SPEED).
- Cambiar la velocidad a 0.5x (en HI-SPEED) o a 50 BPM (en REAL SPEED) es posible mientras los usuarios mantengan presionado START.

- Barra de vida:

- Los niveles FLARE del 1 al 4 ahora rebajaron el puntaje recomendado (en puntaje supernova2).
- Adicionalmente, se agrega una nueva opción: FLOATING FLARE. FLOATING FLARE cuenta como ARS, en donde los usuarios parten con FLARE LV EX y van bajando hasta llegar al LV 1 (si cae a 0 en esa barra, falla la canción en vez de cambiar la barra a NORMAL). Solo disponible en GALAXY MODE (PREMIUM MODE req. pase de platino de DDR. y exc. CLASS e IN-STORE BATTLE MODE).
- Usar cualquier nivel FLARE le impedirá al usuario usar facilitadores.

- En modo DUO, si uno de los usuarios falla EXTRA STAGE, sin importar el tipo de barra, sus pasos desaparecen y no se les permite continuar.

- Se forzará a NORMAL si un usuario inicia IN-STORE BATTLE MODE y no puede ser cambiada.

- Color de flechas: ahora cambia a NOTE.
- Apariencia:

- Proveniente de la canción "鳳" (hou (phoenix)), se añadirá para todas las canciones una nueva opción, CONSTANT (similar a SUDDEN, pero dinámico). Por defecto aparece en 1s, pero se puede ajustar la duración (en milisegundos). No es compatible con STANDARD MODE, es útil en canciones que tengan cambios de velocidad y solo lo puede ajustar usuarios que tienen cuenta.
- Además, se agregó una nueva opción, para coincidir con IIDX, las puertas, separando del resto de las opciones de apariencia.

- HIDDEN+&SUDDEN+ fue renombrado a HIDSUD+.

- Saltos: apagando los saltos también se apaga los SHOCK ARROWS. Como es un facilitador, cuenta también como ASSIST CLEAR.
- Fondo de secuencia (anteriormente Filtro de pantalla): ahora se puede ajustar la opacidad de 0 a 100% a escala de 10%. Por defecto es 30%. En 0 se desactiva el fondo y el 100% no se verá parte del video, si este fuese puesto en FULLSCREEN en vez de ON.

### Jugabilidad
- Al cargar canciones, ahora se muestran mensajes de ayuda.
- Desaparece los escenarios, y con ellos, todos los personajes. En su lugar, los usuarios pueden activar o apagar los personajes o diseños en el filtro (exc. si se desactiva el filtro, ya que eliminará los personajes o diseños de los filtros). Lo mismo ocurre con las puertas, en donde se puede elegir entre la puerta genérica, uno de los personajes o la foto de una de las canciones.
- Las velocidades ya fueron separadas de las demás opciones. El BPM multiplicado por la velocidad se verá reflejado en el cuadro de información.
- Las opciones se muestran al borde de la pantalla y canciones con videos se muestran en una ventana aparte en DOUBLE al borde opuesto, y modo DUO al centro y en SINGLE al lado opuesto de la secuencia a la IIDX si los videos son ajustados en ON en vez de FULLSCREEN (que lo revierta a pantalla completa).

- En caso de IN-STORE BATTLE MODE, los videos son desactivados (exc. si se ajustan a pantalla completa) y se le agrega la gráfica en su lugar.
- En SINGLE y modo DUO, el cuadro es blanco con fuente negra.
- En DOUBLE, el cuadro es negro transparente con fuente blanca.
- Con el anuncio de BPL T4 -DDR- final, los videos otra vez se muestran a pantalla completa. El usuario lo puede ajustar si quiere en ventana, a pantalla completa o apagarlo y solo se interviene vía web.

- Los juicios FAST/SLOW, con el segundo parche, ahora son mostrados debajo de juicio en dirección normal o encima del juicio en reversa en vez de colocarlo en una posición aparte.
- Originalmente, el conteo de combos se mostraba los cuatro dígitos, pero era solo para ver si el conteo de combos funciona con la nueva fuente. El parche del 6 de agosto de 2024 ahora solo se muestra el conteo correspondiente (sin los dígitos marcados 0 a la izquierda).
- El conteo de combos y los juicios SLOW/FAST ya no se muestran al fallar canciones.

### Evaluación
- Ahora se muestra una nueva pestaña de FLARE SKILL.
- Parte de la interfaz de la evaluación fue revertida a lo que estaba en la serie DDR A (con ajustes menores que incluye que equipo pertenece o el diseño de perfil de usuario, el nombre de usuario y debajo el estilo y la dificultad).
- Con el lanzamiento de la liga dorada, también se muestra su pestaña respectiva.
- Los detalles se dividieron en dos pestañas, una con la evaluación básica correspondiente, en donde el EX SCORE es reemplazado por la barra de vida en su estado final y al lado del combo máximo se le agrega el conteo de notas, y la nueva pestaña que es la detallada, en donde se muestra la barra de vida en su estado final, los juicios, la puntuación (en puntaje Supernova2), el récord anterior, su diferencia, el EX-SCORE, el conteo de notas y el combo máximo.[4]
- Se agregó una nueva pestaña de gráfica. Por defecto es la gráfica simple. La gráfica detallada req. pase de platino de DDR.

### Funciones eliminadas
- DDR SELECTION: por cambios en el diseño.
- Los tutoriales introducidos en DDR A: por problemas técnicos.

- En consecuencia, no existe la pantalla HOW TO PLAY ni funciones de tutorial.
- La función LET'S CHECK YOUR LEVEL ahora tiene una nueva canción. Es posible fallar la primera canción también si un jugador con 4 LIVES y volver al selector de canciones al terminar la canción (pero se contarán como dos canciones jugadas). Sin embargo, tendrán restricción de nivel en la última canción después de la verificación.

- GROOVE RADAR: por cambios en el diseño.
- Los escenarios y personajes: por cambios en el diseño.

- En consecuencia, Emi y Rage (y posiblemente otros personajes) aparece en el selector de canciones, filtros de pantalla (en escala de grises), puertas y evaluación, Rinon (X2) en la categoría Virtual Pop y los demás personajes en jackets y videos.

- "PRAY FOR ALL" al evaluar "Tohoku EVOLVED": por problemas técnicos.
- El texto "HERE WE GO": por cambios en el diseño.

## Fallas detectadas
- Debido a un problema con los datos tras su lanzamiento, se ha postergado la actualización.[5][6] La causa era cuando dos jugadores se conectan al mismo tiempo para registrarse o para transferir los datos del juego anterior a este.[7][8] Se arregló el 24 de junio de 2024 y dicho arreglo se instala con el parche 2024061300.
- Al conectarse con e-amusement pass, las teclas no reaccionan para las primeras 4 notas de "PARANOiA".

## EXTRA STAGEs
A diferencia de versiones anteriores, 4 LIVES ya no es forzado en EXTRA STAGE. Eso significa que los jugadores que acceden a EXTRA STAGE pueden usar NORMAL, RISKY o cualquier nivel FLARE. STAR SYSTEM es renombrado a EXTRA STAR. En modo Duo, si un jugador falla la canción, sus pasos desaparecen, el filtro de pantalla se mantiene estático, junto con su texto GAME OVER que aparece cada 3 segundos y no se puede continuar. Adicionalmente, EXTRA SAVIOR, EXTRA EXCLUSIVE y GALAXY BRAVE (y posiblemente las carpetas terminales) ya tienen sus propias categorías si ocurren EXTRA STAGEs.
Como siempre, EXTRA STAGE no es compatible con STANDARD MODE o req. TDX:U para activarlo, se desactiva si inicia un curso o si juega BPL BATTLE, desconectado o en modo evento y no está disponible los EXTRA STAGE LEVELs, debido a la implementación de FLARE Skill. No hay canciones EXTRA EXCLUSIVE esta vez, ni pueden activar ENCORE EXTRA.

### EXTRA SAVIOR
Extra Savior, originalmente no disponible en las versiones tempranas de DDR WORLD y que se agregó el 7 de agosto de 2024, fue renovado como Extra Savior WORLD. Todas las carpetas EXTRA SAVIOR y de la categoría VERSION no activan ENCORE EXTRA. Los detalles se encuentran en la página principal de la serie. A nivel visual, en vez de gemas, se mostrarán escudos.
Actualmente existen 9 carpetas para desbloquear (10 en caso de dificultades CHALLENGE de canciones antiguas).

### Galaxy Brave
Galaxy Brave es uno de los sistemas de desbloqueos que req. GALAXY MODE y EXTRA STAGE para acceder a sus carpetas. Cada carpeta tiene un set de canciones para completar los retos. Una vez que se completa el reto final, se desbloqueará la canción o sus dificultades. Para las dificultades CHALLENGE, se deben desbloquear todas las dificultades antes de acceder a CHALLENGE. No se puede usar FLOATING FLARE, al igual que WORLD TOURISM en IIDX, solo se accede una vez por partida, el progreso se mantiene incluso si se cambia de estilo (en partidas de un jugador), por lo que las dificultades se desbloquean para ambos estilos, y al terminar ese sistema, en la siguiente partida, no se puede usar facilitadores y la barra de vida está forzada a NORMAL.
Por defecto, las canciones incluidas en sus respectivas carpetas están forzadas a FLARE LV 3 y la canción final en FLARE LV 5 (dificultades CHALLENGE usan FLARE LV 6 en su lugar), pero si falla la canción, los siguientes intentos rebajan un nivel (no baja más allá de FLARE LV 1).
En partidas de dos jugadores, si un jugador pagó GALAXY MODE y el otro no, se pueden acceder a esta categoría, pero el usuario que no entró al juego vía GALAXY MODE no podrá progresar.
El historial de Galaxy Brave es lo siguiente:
| Carpeta  | Canción (dificultad)                       | Fechas de disponibilidad |
| -------- | ------------------------------------------ | ------------------------ |
| WEATHER  | Blizzard of Arrows                         | 6 de febrero de 2025     |
| DESPAIR  | Meteor / BEMANI Sound Team "MAX MAXIMIZER" | 6 de febrero de 2025     |
| MOUNTAIN | Eira                                       | 19 de marzo de 2025      |
| CUTE     | Komainu Adventure!                         | 24 de abril de 2025      |
| STORM    | Thunderstorm                               | 12 de junio de 2025      |
| VOLTAGE  | Saiph                                      | 7 de agosto de 2025      |

## Liga dorada
Proveniente de DDR A20, la liga dorada (o Golden League) es uno de los sistemas de desbloqueos. A diferencia de otras ligas doradas, esta vez se convierte en WORLD LEAGUE y no necesitan 20th Anniversary Model para desbloquear canciones. Los detalles se encuentran en la página principal de la serie. Debido a que es una nueva liga, todo el progreso de ligas doradas anteriores es eliminado.
El historial de la liga dorada es el siguiente (sin incluir a los cursos):
| Fase                 | Canción (dificultad)                           | Clase inicial            | Situación actual         |
| Carpeta DDR A20 PLUS | Carpeta DDR A20 PLUS                           | Carpeta DDR A20 PLUS     | Carpeta DDR A20 PLUS     |
| -------------------- | ---------------------------------------------- | ------------------------ | ------------------------ |
| 1 PLUS               | DIGITALIZER (CHALLENGE)                        | Liberada en DDR A3       | Liberada en DDR A3       |
| 2 PLUS               | Draw the Savage (CHALLENGE)                    | Liberada en DDR A3       | Liberada en DDR A3       |
| 3 PLUS               | MUTEKI BUFFALO (CHALLENGE)                     | Liberada en DDR A3       | Liberada en DDR A3       |
| 4 PLUS               | Going Hypersonic (CHALLENGE)                   | Liberada en DDR A3       | Liberada en DDR A3       |
| 5 PLUS               | Lightspeed (CHALLENGE)                         | Liberada en DDR A3       | Liberada en DDR A3       |
| 6 PLUS               | Run The Show (CHALLENGE)                       | Liberada en DDR A3       | Liberada en DDR A3       |
| 7 PLUS               | Yuni's Nocturnal Days (CHALLENGE)              | Liberada en DDR A3       | Liberada en DDR A3       |
| 8 PLUS               | Good Looking (CHALLENGE)                       | Liberada en DDR A3       | Liberada en DDR A3       |
| 9 PLUS               | Step This Way (CHALLENGE)                      | Liberada en esta versión | Liberada en esta versión |
| 10 PLUS              | Come Back To Me (CHALLENGE)                    | Liberada en esta versión | Liberada en esta versión |
| 11 PLUS              | actualization of self (weaponized) (CHALLENGE) | Liberada en esta versión | Liberada en esta versión |
| 12 PLUS              | Better Than Me (CHALLENGE)                     | Liberada en esta versión | Liberada en esta versión |
| Carpeta DDR World    |                                                |                          |                          |
| 1 WORLD              | Time to HYPERDRIVE                             | Plata                    | bronce                   |
| 2 WORLD              | Is this dance a Hakken?                        | Oro                      | Plata                    |
| 3 WORLD              | access super [hyper] focus                     | Oro + AB                 | Plata                    |
| 4 WORLD              | STOMP!!                                        | Oro + AB                 | Plata                    |
| 5 WORLD              | まにぃまにあ××                                 | Oro + AB                 | Plata                    |
| 6 WORLD              | S.O.D                                          | Oro + AB                 | Oro                      |
| 7 WORLD              | Florence                                       | Oro + AB                 | Oro + AB                 |

Nota
- Dan 9, Dan 10 y Kaiden req. clases bronce, plata y oro respectivamente.
- Recompensas (exc. las marcadas Oro + AB) solo se obtienen al terminar el periodo.

## FLARE Skill
FLARE Skill es un nuevo sistema de desbloqueo para esta entrega. Los usuarios que no se registraron sus e-amusement passes o que fueron expulsados no podrán cargar FLARE Skill. FLARE Skill se pueden obtener al completar con cualquier tipo de barra de vida (se contarán como NORMAL si se completan canciones incluso con 4 LIVES y RISKY) y aumentarán más si se usan niveles FLARE. ¡Al completar dificultades de nivel superior con niveles FLARE más altos, podrás obtener FLARE Skill más altas! FLARE Skill no se obtiene al fallar canciones, solo se obtiene en SINGLE y DOUBLE por separado y solo se registran 30 mejores canciones por categoría (90 en total) siendo CLASSIC (hasta DDR X3), WHITE (de DDR (2013) al A) y GOLD (desde DDR A20).
Inicialmente parte en 0, pero si se completa la barra de rango FLARE Skill, desbloqueará un cuerpo celeste del sistema solar, siendo sin iniciar, después Mercurio, Venus, Tierra, Marte, Júpiter, Saturno, Urano, Neptuno, el Sol y finalmente Mundo (Escrito como World).
Se confirmaron 6 canciones que req. FLARE Skill. Adicionalmente, solo 3 canciones tienen dificultades CHALLENGE bloqueadas, que se desbloquearán mediante este método una vez que los jugadores desbloquean las dificultades EXPERT de todas las 6 canciones.

## Otros desbloqueos
Aquí se muestran otros desbloqueables también categorizados en la categoría eventos.

### MYSTICAL Re:UNION
MYSTICAL Re:UNION es un evento que involucra este juego con Sound Voltex Exceed Gear como parte del aniversario de la fundación de beatnation RHIZE. Por cada ficha, los jugadores van acumulando BRS y BRD, lo cuales son necesarios para desbloquear canciones.
Las fechas del evento fueron las siguientes:
- Fecha 1: 12 de septiembre al 14 de octubre de 2024
- Fecha 2: 28 de marzo al 20 de abril de 2025

### BPL Triple Tribe
Al terminar Bemani Pro League T4 -IIDX-, se reactivó el evento Triple Tribe. Solo la arcade dorada, Lightning Model en IIDX y Valkyrie Model en Sound Voltex son los únicos modelos arcade que pueden desbloquear canciones. El evento está en temporada 5 fase 0.

## Crossovers con DDR GP
Proveniente de DDR A3, los usuarios que compren los packs de DDR GP y tengan activada la suscripción del mismo juego obtiene las canciones exclusivas. Los usuarios que desactivan la suscripción (para desinstalar el juego, por ejemplo), que pidan un reembolso o que fueron expulsados perderán dichas canciones. Los usuarios deben comprar sus packs correspondientes (generalmente dos) para jugar dificultades CHALLENGE. Los packs que han pasado un año no necesitan suscripción vigente ni comprar el pack, ya que se liberarán de todas formas para todas las cuentas, incluyendo a las cuentas expulsadas y los usuarios sin cuenta. No se incluyen canciones de los packs BEMANI Selection (los dos primeros packs son movidos a EXTRA SAVIOR), en su lugar solo se mostraran dificultades CHALLENGE.

## Canciones
Se confirman 109 canciones nuevas + una de Let's check your level + 2 revividas + 29 provenientes de DDR GP + 7 de la liga dorada + 2 exclusivas para usuarios que tuvieron pase de platino + 3 exclusivas de 20th Anniversary Model. Se mostrará también su género después de las romanizaciones y traducciones y antes de los comentarios relacionados con la traducción si la canción proviene de (o se instala a) IIDX o si el artista le asigna el género en el jacket, banner, fondo o video, si son aplicables. Las canciones que req. suscripción vigente a DDR GP y que compren sus respectivos packs están marcadas en azul y letra rosa, y las canciones COURSE TRIAL son marcadas en azul oscuro, EXTRA SAVIOR en verde oscuro y EXTRA EXCLUSIVE en rojo. Canciones con negrita y coloración de la versión regular originalmente estaban bloqueadas, y actualmente son liberadas. Canciones que son exclusivas para 20th Anniversary Model son marcadas en oro, sin importar su estado. Canciones de la liga dorada son marcadas por color según su estado, independiente del modelo de la máquina. Canciones nuevas se mostrarán primero, luego, las canciones o dificultades CHALLENGE exclusivas de DDR GP, canciones COURSE TRIAL, GALAXY BRAVE, EXTRA SAVIOR, EXTRA EXCLUSIVE, de campeonatos (como KAC o BPL) y de liga dorada, las carpetas terminales (aquellas que no se pueden salir tras su acceso) y finalmente las canciones o dificultades CHALLENGE todavía bloqueadas. Canciones de carpetas anteriores que no se muestran son liberadas, canciones revividas se muestran en blanco, que solo contienen CHALLENGE se muestran en violeta claro, y que son eliminadas se muestran en plomo, que son 6 (7, contando con las canciones posteriormente revividas en este juego). En caso de dificultades CHALLENGE, se ocupa la fila entera en vez de la fila dividida en tres, son marcadas en violeta oscuro y se agrupa todas las canciones afectadas en una misma fila.
| Canción | Artista | Comentarios                                                           |
| Let's check your level (única canción) | Let's check your level (única canción) | Let's check your level (única canción)                                |
| --- | --- | --------------------------------------------------------------------- |
| "Steps to the star" | BEMANI Sound Team "Coyaan & KE!JU 1%" | Verificación de nivel en caso de fallar la primera canción.           |
| Carpeta DDR World | |                                                                       |
| Licencias (25 en total) | |                                                                       |
| Licencias anime, videojuegos o Vocaloid | |                                                                       |
| "ブタサンダー" 🎬 (Buta Thunder) | Yukopi | De su primer álbum                                                    |
| "強風オールバック" 🎬 (Kyofū All Back) | Yukopi | De su primer álbum                                                    |
| "寝起きヤシの木" 🎬 (Neoki Yashi no Ki) | Yukopi | De su primer álbum                                                    |
| "サインはB -New Arrange Ver.-" (Sign wa B -New Arrange Ver.-)                                                                                     | B小町 ルビー(CV：伊駒ゆりえ)、有馬かな(CV：潘めぐみ)、MEMちょ(CV：大久保瑠美)                                                                    | Del anime 【Oshi no ko】 (【推しの子】)                               |
| "匿名M" 🎬 (Tokumei M) (Anonymous M) | ピノキオピー (vocales: Miku Hatsune) | Licenciado por Crypton Media                                          |
| "ヴァンパイア" 🎬 (Vampire) | DECO*27 (vocales: Miku Hatsune) | Licenciado por Crypton Media                                          |
| "我ら完全無敵のアイドル!!" (Warera kanzen muteki no idol!!) (We are perfect invincible idol!!)                                                    | B小町 | Del anime 【Oshi no ko】 (【推しの子】)                               |
| "イガク" 🎬 (Igaku) ボーカロイド・J-POP・ダンス (VOCALOID·J-POP·DANCE)                                                                            | 原口沙輔 feat.重音テト | Licenciado por Crypton Media                                          |
| "メズマライザー" 🎬 (Mesmerizer) HAPPY HARDCORE                                                                                                   | サツキ (vocales: Miku Hatsune y Kasane Teto) Mostrado en DDR como サツキ feat.初音ミク・重音テト y en IIDX como サツキ feat.初音ミク・重音テトSV | Licenciado por Crypton Media                                          |
| "ラビットホール" 🎬🔷 (Rabbit hole) J-POP | DECO*27 (vocales: Miku Hatsune) | Licenciado por Crypton Media                                          |
| "あおばの足音"🎬 (Aoba no ashioto) | 駄菓子O型 | Del álbum ASSORTMENT                                                  |
| "ギャ・ギャ・ギャ・ギャラクシー！"🎬 (Ga-ga-ga-galaxy!) VOCALOID                                                                                  | つきみぐー、 | Del álbum Unbreakable Ruby                                            |
| "悲報！ワイ！ニート！"🎬 (Hihou! Wai! Neet) | Shu | Licenciado por Crypton Media                                          |
| "アイスクリームマジック" 🎬 (Ice cream magic) | 雪乃イト | Del álbum de mismo nombre                                             |
| "エクスプロウル" 🎬 (Explore) VOCALOID | 晴いちばん | Licenciado por Crypton Media                                          |
| "覚悟せよ！エンタンメ～ン～より身の切り売り自暴自棄版～" 🎬 (Kakugoseyo! Enternmeen~yori mi no kiriuri jiboujiki ban~) ビックリポップ (Vocal Pop) | マキシウキョウ | Licenciado por Crypton Media                                          |
| Canciones mundiales | |                                                                       |
| "Cheerleader" | Porter Robinson | -                                                                     |
| "Knock Yourself Out XD" | Porter Robinson | -                                                                     |
| Arreglos Touhou Project | |                                                                       |
| "閉塞的フレーション" 🎬 (Heisokuteki flation) | Pizuya's Cell VS BEMANI Sound Team "dj TAKA" | de BEMANI x Touhou Project ~Gensokyo ongakusai 2024~                  |
| "月に叢雲華に風" 🎬 (Tsuki ni murakumo hana ni kaze)                                                                                              | 幽閉サテライト feat. senya | Remix de BGM del juego Subterranean Animism (SOUND VOLTEX BOOTH)      |
| "トラウマ催眠少女さとり！" (Trauma saimin shoujo Satori!) DDR EDITION                                                                             | (Cover hecho por TOCORO十) (Artista original: DJ SHARPNEL feat.一ノ瀬月琉)                                                                       | Cover de BGM del juego Subterranean Animism                           |
| Covers | |                                                                       |
| "唱" (Show) DDR EDITION | (Cover hecho por 滝沢玻琉) (Artista original: Ado)                                                                                               | Del álbum del mismo nombre                                            |
| "勇者" 🔷 (Yuusha) DDR EDITION | (Cover hecho por ぽめ) (Artista original: YOASOBI)                                                                                               | Del álbum del mismo nombre                                            |
| "WOW WAR TONIGHT ～時には起こせよムーヴメント" (WOW WAR TONIGHT ~toki ni wa okoseyo movement) DDR EDITION                                         | (Cover hecho por uzumaki with Hommarju) | -                                                                     |
| "可愛くてごめん" (Kawaikute gomen) DDR EDITION | (Cover hecho por ちょぴん) (Artista original: HoneyWorks)                                                                                        | Del álbum del mismo nombre                                            |
| "雑踏、僕らの街" (Zattou, bokura no machi) DDR EDITION                                                                                            | (Cover hecho por taru) (Artista original: トゲナシトゲアリ)                                                                                      | Del álbum del mismo nombre                                            |
| Otras licencias | |                                                                       |
| "きゅうくらりん" 🎬 (Kyu-kurarin) | いよわ | Del álbum de mismo nombre                                             |
| "人マニア" 🎬 (Hito Mania) | 原口沙輔 | Del álbum de mismo nombre                                             |
| "粛聖!! ロリ神レクイエム☆" 🔷 🎬 (Shukusei!! Loli-kami requiem)                                                                                   | しぐれうい (9さい) (Composición, arreglo, mezcla y letra creados por IOSYS)                                                                      | del álbum "まだ雨はやまない"                                          |
| "Akatsuki" 🎬 LOUD TRAP | PRIDASK | del álbum "Humanism"                                                  |
| Originales Nota: Puede incluir crossovers | |                                                                       |
| Lista inicial (2 en total) | |                                                                       |
| "So What" 🎬 BASS HOUSE | PRIDASK | de DANCERUSH                                                          |
| "MVP" 🎬 HARD TRAP | PRIDASK | de IIDX Pinky Crush                                                   |
| Aniversario 25 - concurso de creadores (18 en total)                                                                                              | |                                                                       |
| "Arcadia" | OMOCHI feat.星野奏子 | Aniversario 25 de DDR                                                 |
| "DanRevoAthlon" | アツムワンダフル | Aniversario 25 de DDR                                                 |
| "Don't Stop The HYPERCORE" HYPER TRANCECORE | Halv | Aniversario 25 de DDR                                                 |
| "The Ashes of Boreas" | Se-U-Ra | Aniversario 25 de DDR                                                 |
| "バッドユース・アウェイク" (Bad You Awake) | みーに feat. はらもりよしな | Aniversario 25 de DDR                                                 |
| "Dozen Flower" | 赤木エリ & BJ.chika feat.菜月なこ | Aniversario 25 de DDR                                                 |
| "Heavy Rain" | Amebre Kizami | Aniversario 25 de DDR                                                 |
| "Origin Pulsation" | Alkome | Aniversario 25 de DDR                                                 |
| "Sweetin' Fruity" | Malixi | Aniversario 25 de DDR                                                 |
| "The 88's Instigation" | MYUKKE. | Aniversario 25 de DDR                                                 |
| "First Action" FUTURE CORE | setu-O | Aniversario 25 de DDR                                                 |
| "ハジマリノアイズ ft. りんたる" (Hajimari no eyes ft. Rintaru)                                                                                    | SPACELECTRO | Aniversario 25 de DDR                                                 |
| "Dance and Death" | ikaruga_nex | Aniversario 25 de DDR                                                 |
| "白日と幻月" (Hakujitsu to gengetsu) | めと（Metomate） | Aniversario 25 de DDR                                                 |
| "おひさし中華街!" (Ohisashi chuukagai!) | 諸星なな feat.加藤はるか | Aniversario 25 de DDR                                                 |
| "Dance wiz the Rhythm" | AMAZE | Aniversario 25 de DDR                                                 |
| "Dense Flyer" | seatrus | Aniversario 25 de DDR                                                 |
| "Robot Footwork" | Super Shrimp | Aniversario 25 de DDR                                                 |
| Aniversario 25 - concurso de vocalistas (5 en total)                                                                                              | |                                                                       |
| "Happy Dance Day 2 U" | Shoichiro Hirata feat. ちょぴん | Aniversario 25 de DDR                                                 |
| "Move On" | kors k feat. haru | Aniversario 25 de DDR                                                 |
| "Niji no Sekai" | SOUND HOLIC feat. taru | Aniversario 25 de DDR                                                 |
| "きらきら☆ユニバース" (Kirakira☆Universe) | nagomu tamaki feat. ぽめ | Aniversario 25 de DDR                                                 |
| "踊れ！！バーチャルアニマル！！" (Odore!! Virtual Animal!!)                                                                                       | nc feat. TOCORO十 | Aniversario 25 de DDR                                                 |
| Lanzamiento del álbum Super Amazing Music (Única canción)                                                                                         | |                                                                       |
| "Dance With Me" | Yuki Shibasaki feat. Ai Takekawa | de AMAZING BOMBERMAN                                                  |
| FLARE Skill (6 en total) | |                                                                       |
| "極地大衝撃" (Kyokuchi daishougeki) | Kolaa | Aniversario 25 de DDR                                                 |
| "HyperNOAH" | SK MUSIC | Aniversario 25 de DDR                                                 |
| "WONDER COASTER" | MUGIPONG | Aniversario 25 de DDR                                                 |
| "Gravity Collapse" | X-END | Aniversario 25 de DDR                                                 |
| "Roche Limit" | Felysrator | Aniversario 25 de DDR                                                 |
| "Ødyssey" | Kaname | Aniversario 25 de DDR                                                 |
| Dificultades CHALLENGE para "Gravity Collapse" (*1)                                                                                               | |                                                                       |
| Dificultades CHALLENGE para "Roche Limit" (*2) | |                                                                       |
| Dificultades CHALLENGE para "Ødyssey" (*3) | |                                                                       |
| Provenientes de HinaBitter♪ (2 en total) | |                                                                       |
| "イマココ！この瞬間" (Ima koko! Kono shunkan) | 日向美ビタースイーツ♪ | De ひなビタ♪ (HinaBitter♪)                                            |
| "ロマンシングエスケープ" (Romancing Escape) | ここなつ2.0 | De ひなビタ♪ (HinaBitter♪)                                            |
| MYSTICAL Re:UNION (5 en total) | |                                                                       |
| "Bloody Concerto" Estilizado como Blφφdy Cφncertφ                                                                                                 | OSTER project & RoughSketch | Fase 1                                                                |
| "OROCHI STRIKE" | Hommarju & BEMANI Sound Team "兎々" | Fase 2                                                                |
| "Lichtsäule" | かめりあ & BEMANI Sound Team "PHQUASE" | Fase 3                                                                |
| "REINCARNATION" | P*Light | Fase 4                                                                |
| "Re:RHYZE" | beatnation RHYZE | Fase 5                                                                |
| Provenientes de DDR GP | |                                                                       |
| Liberadas (2 en total) | |                                                                       |
| "THE SAFARI (STARDOM Remix)" | BEMANI Sound Team "SYUNN" | Pack Dancerush 1 (Dancerush Stardom)                                  |
| "音楽 (STARDOM Remix)" (Ongaku (Stardom Remix))                                                                                                   | cosMo＠暴走P | Pack Dancerush 2 (Dancerush Stardom)                                  |
| Por liberarse | |                                                                       |
| Par Touhou 5 y 6 | |                                                                       |
| Dificultades CHALLENGE para "プレインエイジア -PHQ remix-" y "月に叢雲華に風"                                                                     | |                                                                       |
| Par 29 y 30 | |                                                                       |
| Dificultades CHALLENGE para "Right Time Right Way" y "F4SH10N"                                                                                    | |                                                                       |
| Pack 32 (4 en total) | |                                                                       |
| "BRE∀K DOWN! (World Version)" | ELE ROCKS | Pack 32 (DDR HOTTEST PARTY)                                           |
| "El ritmo te controla" | Jeanette Herrera | Pack 32 (DDR II)                                                      |
| "Moving On" | J.J. Pops | Pack 32 (DDR HOTTEST PARTY)                                           |
| "No Matter What" | jun feat.Rita Boudreau | Pack 32 (DDR Full Full Party)                                         |
| Pack BEMANI Selection 2 | |                                                                       |
| Dificultades CHALLENGE para "If", "SAYONARA☆ディスコライト" y "灼熱 Pt.2 Long Train Running"                                                      | |                                                                       |
| Par 31 y 32 | |                                                                       |
| Dificultades CHALLENGE para "スーパー戦湯ババンバーン"                                                                                            | |                                                                       |
| Req. suscripción y compra de packs | |                                                                       |
| Originales y crossovers | |                                                                       |
| Pack jubeat 3 (2 en total) | |                                                                       |
| "1116" 🎬 | BEMANI Sound Team "Dustup" | Pack jubeat 3 (jubeat festo)                                          |
| "Sahara" | Hommarju | Pack jubeat 3 (jubeat festo)                                          |
| Pack REFLEC BEAT 3 (2 en total) | |                                                                       |
| "Gale Rider" | P*Light | Pack REFLEC BEAT 3 (REFLEC BEAT groovin'!!)                           |
| "Hollywood Galaxy" | dj TAKA | Pack REFLEC BEAT 3 (REFLEC BEAT)                                      |
| Pack 35 (Única canción) | |                                                                       |
| "Couleur=Blanche" | #FFFFFF | Pack 35 (jubeat clan)                                                 |
| Pack 36 (4 en total) | |                                                                       |
| "ARACHNE" | MAX MAXIMIZER | Pack 36 (REFLEC BEAT colette -Spring-)                                |
| "EBONY & IVORY"🎬 RAGTIME CHIPTUNE | OSTER project | Pack 36 (BeatStream 1)                                                |
| "Liar×Girl" | BEMANI Sound Team "HuΣeR" feat.ゆきまめ | Pack 36 (jubeat ave.)                                                 |
| "絶対零度" (Zettaireido) | かねこちはる | Pack 36 (SOUND VOLTEX III)                                            |
| Pack pop'n music 1 (4 en total) | |                                                                       |
| "BabeL ～Next Story～" | Power Of Nature | Pack pop'n music 1 (Tune Street)                                      |
| "明鏡止水" 🎬 (Meikyoushisui) 禅ジャズ (ZEN-JAZZ)                                                                                                 | TOMOSUKE feat.あさき | Pack pop'n music 1 (pop'n 10)                                         |
| "ポチコの幸せな日常" (Pochiko no shiawasena nichijou)                                                                                             | NU-KO | Pack pop'n music 1 (Sunny Park)                                       |
| "路男" (Roman) HIP ROCK 4 | Des-ROW・組ユナイテッド | Pack pop'n music 1 (15 Adventure)                                     |
| BEMANI PRO LEAGUE | |                                                                       |
| Temporada 4 extra (8 en total) | |                                                                       |
| "Steps for Victory" 🔷 | kors k×nagomu tamaki×BEMANI Sound Team "U1" with taru                                                                                            | BPL T4 EXTRA                                                          |
| "blue anthem" | OSTER project feat. 花たん | BPL T4 EXTRA                                                          |
| "ESPRIT ONE" | SOUND HOLIC feat. STEVIE(44MAGNUM) | BPL T4 EXTRA                                                          |
| "Get Into The Groove feat.WaMi" | DÉ DÉ MOUSE | BPL T4 EXTRA                                                          |
| "Mighty Beat Monsterz" | nora2r feat. Liqo & DD"ナカタ"Metal | BPL T4 EXTRA                                                          |
| "THUNDERSTRIKE" | BlackY feat. Risa Yuzuki | BPL T4 EXTRA                                                          |
| "Wizards!" | 暁Records | BPL T4 EXTRA                                                          |
| "メテオラ-meteor-" Para no confundir con otras canciones meteoro, sin especificar idioma ni escritura, esta canción se lee Meteora -Meteor-.      | 森羅万象 | BPL T4 EXTRA                                                          |
| Provenientes de HinaBitter♪ | |                                                                       |
| Pack ひなビタ♪3 | |                                                                       |
| "カタルシスの月" 🎬 (Catharsis no tsuki) | 日向美ビタースイーツ♪ | De ひなビタ♪ (HinaBitter♪)(Pack ひなビタ♪3)                           |
| "ムラサキグルマ" (Murasaki guruma) | ここなつ Produced by はるなば | De ひなビタ♪ (HinaBitter♪)(Pack ひなビタ♪3)                           |
| Dificultades Challenge exclusivas | |                                                                       |
| Par 33 y 34 | |                                                                       |
| Dificultades CHALLENGE para "High & Low" y "Onix"                                                                                                 | |                                                                       |
| Pack REFLEC BEAT 3 | |                                                                       |
| Dificultades CHALLENGE para "リリーゼと炎龍レーヴァテイン" 🔷                                                                                     | |                                                                       |
| Pack ひなビタ♪3 | |                                                                       |
| Dificultades CHALLENGE para "ロンロンへ ライライライ！"                                                                                           | |                                                                       |
| Pack BEMANI Selection 3 | |                                                                       |
| Dificultades CHALLENGE para "Get Back Up!", "Riot of Color" y "勇猛無比"                                                                          | |                                                                       |
| Pack 35 | |                                                                       |
| Dificultades CHALLENGE para "[ ]DENTITY" y "Lose Your Sense"                                                                                      | |                                                                       |
| Mini pack 1 | |                                                                       |
| Dificultades CHALLENGE para "LOVE THIS FEELIN'", "murmur twins", "ORION.78(AMeuro-MIX)", "PUT YOUR FAITH IN ME" y "TRUE♥LOVE"                     | |                                                                       |
| GALAXY BRAVE (6 en total) | |                                                                       |
| "Blizzard of Arrows" | BEMANI Sound Team "KE!JU" | Carpeta WEATHER                                                       |
| "Meteor" | BEMANI Sound Team "MAX MAXIMIZER" | Carpeta DESPAIR                                                       |
| "Eira" | DJ TOTTO | Carpeta MOUNTAIN (RB 悠久のリフレシア)                                |
| "Komainu Adventure!" | BEMANI Sound Team "Coyaan & KE!JU" | Carpeta CUTE                                                          |
| "Thunderstorm" | nagomu tamaki | Carpeta STORM                                                         |
| "Saiph" | BEMANI Sound Team "Yvya" | Carpeta VOLTAGE (GITADORA HIGH-VOLTAGE)                               |
| EXTRA SAVIOR | |                                                                       |
| Vol. 1 BEMANI×東方Project ～幻想郷音樂祭2024～ (3 en total) Esta carpeta que debuta EXTRA SAVIOR WORLD solo contiene arreglos Touhou Project.     | |                                                                       |
| "SUPER HEROINE!!" 🎬 | Amateras Records vs BEMANI Sound Team "TATSUYA" feat. miko                                                                                       | Extra Stage N.º 1 (BEMANI x Touhou Project ~Gensokyo ongakusai 2024~) |
| "弾幕信仰" 🎬 (Danmaku shinkou) | 豚乙女×BEMANI Sound Team "PON" | Extra Stage N.º 2 (BEMANI x Touhou Project ~Gensokyo ongakusai 2024~) |
| "残像ニ繋ガレタ追憶ノHIDEAWAY" 🎬 (Zanzou ni tsunagareta tsuioku no HIDEAWAY)                                                                     | SOUND HOLIC Vs. BEMANI Sound Team "KE!JU" feat. Nana Takahashi                                                                                   | Extra Stage N.º 3 (BEMANI x Touhou Project ~Gensokyo ongakusai 2024~) |
| Vol. 3 Pack BEMANI SELECTION 1 (10 en total) Originalmente no disponible en la arcade.                                                            | |                                                                       |
| "BEYOND THE EARTH" 🎬 WORLD/ELECTRONICA | 猫叉Master | Extra Stage N.º 7 (Pack BEMANI SELECTION 1) de DDR GP                 |
| "Red. by Full Metal Jacket" 🎬 TECH-BREAKBEATS | Dustvoxx | Extra Stage N.º 8 (Pack BEMANI SELECTION 1) de DDR GP                 |
| "TYCOON" | SOUND HOLIC feat. Nana Takahashi | Extra Stage N.º 9 (Pack BEMANI SELECTION 1) de DDR GP                 |
| "雪上断火" (Setsujou danka) HIP ROCK 3 | Des-ROW・組 | Extra Stage N.º 10 (Pack BEMANI SELECTION 1) de DDR GP                |
| "罪と罰" 🎬 (Tsumi no batsu) HYPER J-POP | Dustvoxx | Extra Stage N.º 11 (Pack BEMANI SELECTION 1) de DDR GP                |
| "DIAVOLO" 🎬 (*1) TRANSCENDENTAL ETUDES | Dustvoxx | Extra Stage N.º 12 (Pack BEMANI SELECTION 1) de DDR GP                |
| "Fly Like You" (*1) | technoplanet | Extra Stage N.º 13 (Pack BEMANI SELECTION 1) de DDR GP                |
| "quaver♪" (*1) HAPPY | Risk Junk | Extra Stage N.º 14 (Pack BEMANI SELECTION 1) de DDR GP                |
| "蛇神" 🎬 (*1) (Kagachi) ORIENTAL MYTHOLOGY | Zektbach | Extra Stage N.º 15 (Pack BEMANI SELECTION 1) de DDR GP                |
| "逆月" (*1) (Sakazuki) JAPANESQUE | BEMANI Sound Team "HuΣeR" feat.Fernweh | Extra Stage N.º 16 (Pack BEMANI SELECTION 1) de DDR GP                |
| Dificultades CHALLENGE para "Red. by Full Metal Jacket" (*2)                                                                                      | |                                                                       |
| Dificultades CHALLENGE para "逆月" (*2) | |                                                                       |
| Dificultades CHALLENGE para "雪上断火" (*2) | |                                                                       |
| Vol. 4 CLASSIC CHALLENGE 1 | |                                                                       |
| Dificultades CHALLENGE para "BE LOVIN", "華爛漫 -Flowers-" y "Holic"                                                                              | |                                                                       |
| Dificultades CHALLENGE para "PARANOIA EVOLUTION" (*1)                                                                                             | |                                                                       |
| Dificultades CHALLENGE para "Übertreffen" (*2) | |                                                                       |
| Vol. 5 Bomberman (Única canción) | |                                                                       |
| "Amazing Bomberman" | TESSEI TOJO | Extra Stage N.º 17 (AMAZING BOMBERMAN)                                |
| Vol. 6 Aniversario 25 - concurso de creadores 1 (3 en total)                                                                                      | |                                                                       |
| "Funky Flux Fusion" | yuichi NAGAO | Extra Stage N.º 18 (Aniversario 25 de DDR)                            |
| "No More Love" | EmoCosine | Extra Stage N.º 19 (Aniversario 25 de DDR)                            |
| "愛氏AIされ" (Aishi AI sare) | deli.+駄々子 | Extra Stage N.º 20 (Aniversario 25 de DDR)                            |
| Vol. 8 BEMANI SELECTION 2 (8 en total) Originalmente no disponible en la arcade.                                                                  | |                                                                       |
| "Chocolate Planet" HAPPY CHOCO CORE | Freezer feat.妃苺 | Extra Stage N.º 24 (Pack BEMANI SELECTION 2) de DDR GP                |
| "Four Leaves" | Endorfin. | Extra Stage N.º 25 (Pack BEMANI SELECTION 2) de DDR GP                |
| "Ganymede -re:born-" | BEMANI Sound Team "玄武 feat.二代目朱雀" | Extra Stage N.º 26 (Pack BEMANI SELECTION 2) de DDR GP                |
| "童話回廊" 🎬 (Dōwa kairō) 空想ファンタジーシリーズ (KUUSOU FANTASY SERIES)                                                                       | DJ TOTTO | Extra Stage N.º 27 (Pack BEMANI SELECTION 2) de DDR GP                |
| "リメンバーリメンバー" (Remember remember) RAINY WALTZ                                                                                            | rino & m@sumi from plastic penguin | Extra Stage N.º 28 (Pack BEMANI SELECTION 2) de DDR GP                |
| "Bad Maniacs" (*1) INDUSTRIAL | kors k as teranoid | Extra Stage N.º 29 (Pack BEMANI SELECTION 2) de DDR GP                |
| "Timepiece phase II" 🎬 (*1) PROGRESSIVE ROCK | 佐々木博史 | Extra Stage N.º 30 (Pack BEMANI SELECTION 2) de DDR GP                |
| "恋歌疾風！かるたクイーンいろは" 🎬 (*1) (Koiuta shippuu! Karuta queen Iroha) ハイスピードラブ一首 (HI-SPEED LOVE ISSHU)                          | ねこまんまチーム！ | Extra Stage N.º 31 (Pack BEMANI SELECTION 2) de DDR GP                |
| Dificultades CHALLENGE para "Chocolate Planet" (*2)                                                                                               | |                                                                       |
| Dificultades CHALLENGE para "Four Leaves" (*2) | |                                                                       |
| Dificultades CHALLENGE para "Ganymede -re:born-" (*2)                                                                                             | |                                                                       |
| Vol. 8 Aniversario 25 - concurso de creadores 2 (2 en total)                                                                                      | |                                                                       |
| "fluctus" | Ashrount | Extra Stage N.º 32 (Aniversario 25 de DDR)                            |
| "HYPER OVERR DANCEFLOORRR" | Tanchiky | Extra Stage N.º 33 (Aniversario 25 de DDR)                            |
| Vol. 9 DANCERUSH STARDOM 1 (3 en total) | |                                                                       |
| "Love You" | BEMANI Sound Team "KE!JU" | Extra Stage N.º 34 (DANCERUSH)                                        |
| "ドーパミン (STARDOM Remix)" 🔷 (Dopamine (STARDOM Remix))                                                                                        | ARM (IOSYS) | Extra Stage N.º 35 (DANCERUSH)                                        |
| "量子の海のリントヴルム (STARDOM Remix)" (Ryoushi no umi no Lindwurm (STARDOM Remix)) (MAUD AND HER WATER DRAGON (STARDOM REMIX))                 | BEMANI Sound Team "猫叉Master VS dj TAKA" | Extra Stage N.º 36 (DANCERUSH)                                        |
| Dificultades CHALLENGE para "ドーパミン (STARDOM Remix)" (*1)                                                                                     | |                                                                       |
| Dificultades CHALLENGE para "量子の海のリントヴルム (STARDOM Remix)" (*2)                                                                         | |                                                                       |
| Vol. 10 WHITE CHALLENGE 1 | |                                                                       |
| Dificultades CHALLENGE para "In The Breeze", "クリムゾンゲイト" y "パ→ピ→プ→Yeah!"                                                                | |                                                                       |
| Dificultades CHALLENGE para "True Blue" (*1) | |                                                                       |
| Dificultades CHALLENGE para "Remain" (*2) | |                                                                       |
| BEMANI PRO LEAGUE | |                                                                       |
| Temporada 4 Triple Tribe (3 en total, solo 20th Anniversary Model)                                                                                | |                                                                       |
| "ハイテックトキオ" 🎬 (Hi-tech Tokio) Género igual que el título de canción                                                                       | lapix ∞ BEMANI Sound Team "Sota Fujimori" | BPL Triple Tribe fase 3 (IIDX CastHour)                               |
| "混乱少女♥そふらんちゃん!!" (Konran shoujo Soflan-chan!!)                                                                                         | かめりあ feat. ななひら | BPL Triple Tribe fase 3 (SDVX III)                                    |
| "COSMIC V3LOCITY" 🎬 UCHIAGE CORE | BEMANI Sound Team "Coyaan & KE!JU & ZAQUVA" | BPL Triple Tribe fase 3                                               |
| Temporada 5 Triple Tribe 0 (5 en total) | |                                                                       |
| "ZENDEGI DANCE"🔷 🎬 ORBITALIC ORIENTAL ELECTRO                                                                                                   | ARM × BEMANI Sound Team "U1 overground" | BPL T5 Triple Tribe 0 (IIDX Rootage)                                  |
| "Bye or not" | PSYQUI feat. Mikanzil | BPL T5 Triple Tribe 0 (SOUND VOLTEX VIVID WAVE)                       |
| "疾風迅雷" 🔷 (Shippuujinrai) ORIENTAL CORE | KUMOKIRI | BPL T5 Triple Tribe 0 (IIDX SINOBUZ)                                  |
| "Daisycutter" | ETIA. | BPL T5 Triple Tribe 0 (SOUND VOLTEX VIVID WAVE)                       |
| "EYE OF THE HEAVEN" 🔷 ORBITALIC ELECTRONIC METAL                                                                                                 | BEMANI Sound Team "U1-ASAMi" | BPL T5 Triple Tribe 0                                                 |
| Liga dorada (Fase 7 iniciada: 7 en total) | |                                                                       |
| "Time to HYPERDRIVE" | Savage States | Fase 1 WORLD (bronce)                                                 |
| "Is this dance a Hakken?" | RoughSketch | Fase 2 WORLD (plata)                                                  |
| "access super [hyper] focus" | kiraku | Fase 3 WORLD (plata)                                                  |
| "STOMP!!" | Liqo | Fase 4 WORLD (plata)                                                  |
| "まにぃまにあ××" (Many mania--) | 月乃 ＆ BEMANI Sound Team "劇団レコード" | Fase 5 WORLD (plata)                                                  |
| "S.O.D" | iso:R | Fase 6 WORLD (oro)                                                    |
| "Florence"🔷 | BEMANI Sound Team "TATSUYA" | Fase 7 WORLD (oro y AB)                                               |
| Req. pase de platino (2 en total) | |                                                                       |
| "Monsters Den"🔷 | kors k | Original de ese pase                                                  |
| "Stand Alone Beat Masta"🔷 | GUHROOVY | de jubeat Saucer                                                      |
| Canciones todavía bloqueadas | |                                                                       |
| EXTRA SAVIOR | |                                                                       |
| Vol. 2 BEMANI PRO LEAGUE T3 -beatmania IIDX- Triple Tribe (3 en total)                                                                            | |                                                                       |
| "C-C-C-N-N-N" 🎬 ELECTRONICORE | RoughSkreamZ feat. Aikapin | Extra Stage N.º 4 (IIDX RESIDENT) de DDR A3                           |
| "DIABLOSIS::Nāga" | sky_delta | Extra Stage N.º 5 (SOUND VOLTEX III) de DDR A3                        |
| "suspicions" JAZZ CORE | BEMANI Sound Team "猫叉Master VS dj TAKA" | Extra Stage N.º 6 (BPL T3 -IIDX- Triple Tribe) de DDR A3              |
| Dificultades CHALLENGE para "C-C-C-N-N-N" (*1) | |                                                                       |
| Dificultades CHALLENGE para "DIABLOSIS::Nāga" (*2)                                                                                                | |                                                                       |
| Vol. 7 BEMANI PRO LEAGUE T3 -SDVX- Triple Tribe (3 en total)                                                                                      | |                                                                       |
| "コメット⇒スケイター" (Comet skater) | U-ske feat.棗いつき | Extra Stage N.º 21 (SOUND VOLTEX IV) de DDR A3                        |
| "3y3s" 🎬 DANCE SPEED | 青龍 | Extra Stage N.º 22 (IIDX EMPRESS) de DDR A3                           |
| "Ambivalent Vermilia" HARD RENAISSANCE | BEMANI Sound Team "二代目朱雀 feat.朱雀" | Extra Stage N.º 23 (BPL T3 -SDVX- Triple Tribe) de DDR A3             |
| Dificultades CHALLENGE para "コメット⇒スケイター" (*1)                                                                                            | |                                                                       |
| Dificultades CHALLENGE para "3y3s" (*2) | |                                                                       |
| Dificultades CHALLENGE nuevas | |                                                                       |
| Lista inicial | |                                                                       |
| Dificultades CHALLENGE para "Throw Out" | |                                                                       |
| Liga dorada (WORLD LEAGUE fase 7 iniciada) | |                                                                       |
| Dificultades CHALLENGE para "Step This Way", "Come Back To Me", "actualization of self (weaponized)" y "Better Than Me"                           | |                                                                       |
| Par 27 y 28 | |                                                                       |
| Dificultades CHALLENGE para "Drop The Bounce" y "ミッドナイト☆WAR"                                                                                | |                                                                       |
| Nuevamente revividas | |                                                                       |
| Revividas con el lanzamiento (única canción) | |                                                                       |
| "No Tears Left to Cry" | Ariana Grande | Movida a este juego (DDR A20)                                         |
| Revividas en navidad de 2024 (única canción) | |                                                                       |
| "シル・ヴ・プレジデント" | P丸様。 | Movida a este juego (DDR A20 PLUS)                                    |
| Dejan de requerir e-amusement pass | |                                                                       |
| Remixes en Challenge (17 de 19 contando con canciones eliminadas) (carpeta DDRMAX2)                                                               | |                                                                       |
| "AFRONOVA (FROM NONSTOP MEGAMIX)" 🎬 | RE-VENGE | de DDRMAX2                                                            |
| "AM-3P (AM EAST Mix)" | KTz | de DDRMAX2                                                            |
| "B4U (B4 ZA BEAT MIX)" | NAOKI | de DDRMAX2                                                            |
| "BRILLIANT 2U (K.O.G G3 MIX)" 🎬 | NAOKI | de DDRMAX2                                                            |
| "BURNIN' THE FLOOR (BLUE FIRE mix)" | NAOKI | de DDRMAX2                                                            |
| "CELEBRATE NITE (EURO TRANCE STYLE)" | N.M.R | de DDRMAX2                                                            |
| "DROP OUT (FROM NONSTOP MEGAMIX)" | NW260 | de DDRMAX2                                                            |
| "ECSTASY (midnight blue mix)" | d-complex | de DDRMAX2                                                            |
| "HIGHER (next morning mix)" | NM feat. SUNNY | de DDRMAX2                                                            |
| "HYSTERIA 2001" | NM | de DDRMAX2                                                            |
| "MY SUMMER LOVE (TOMMY'S SMILE MIX)" | mitsu-O! with GEILA | de DDRMAX2                                                            |
| "SEXY PLANET (FROM NONSTOP MEGAMIX)" 🎬 | Crystal Aliens | de DDRMAX2                                                            |
| "Silent Hill (3rd Christmas Mix)" | THOMAS HOWARD | de DDRMAX2                                                            |
| "STILL IN MY HEART (MOMO MIX)" | NAOKI | de DDRMAX2                                                            |
| "SUPER STAR (FROM NONSTOP MEGAMIX)" | D.J. RICH feat. TailBros. | de DDRMAX2                                                            |
| "TSUGARU (APPLE MIX)" | RevenG vs DE-SIRE | de DDRMAX2                                                            |
| "WILD RUSH (FROM NONSTOP MEGAMIX)" | FACTOR-X | de DDRMAX2                                                            |
| Dificultades "Groove Radar" Specials (6 en Total) (Capreta Supernova2)                                                                            | |                                                                       |
| "BRILLIANT 2U("STREAM" Special)" | NAOKI | Dificultad STREAM Special                                             |
| "AM-3P("CHAOS" Special)" | KTz | Dificultad CHAOS Special                                              |
| "D2R("FREEZE" Special)" | NAOKI | Dificultad FREEZE Special                                             |
| "DYNAMITE RAVE("AIR" Special)" (usa audio de DDR X)                                                                                               | NAOKI | Dificultad AIR Special                                                |
| "B4U("VOLTAGE" Special)" | NAOKI | Dificultad VOLTAGE Special                                            |
| "DEAD END("GROOVE RADAR" Special)" | N&S | Dificultad GROOVE RADAR Special                                       |
| Dificultades X-Special (16 en total) (Carpeta DDR X)                                                                                              | |                                                                       |
| "PARANOiA (X-Special)" | 180 | Dificultad X-Special                                                  |
| "TRIP MACHINE (X-Special)" | DE-SIRE | Dificultad X-Special                                                  |
| "SP-TRIP MACHINE ~JUNGLE MIX~ (X-Special)" | DE-SIRE | Dificultad X-Special                                                  |
| "PARANOiA MAX ~DIRTY MIX~ (X-Special)" | 190 | Dificultad X-Special                                                  |
| "PARANOiA Rebirth (X-Special)" | 190' | Dificultad X-Special                                                  |
| "AFRONOVA (X-Special)" | RE-VENGE | Dificultad X-Special                                                  |
| "TRIP MACHINE CLIMAX (X-Special)" | DE-SIRE | Dificultad X-Special                                                  |
| "PARANOiA EVOLUTION (X-Special)" | 200 | Dificultad X-Special                                                  |
| "PARANOiA ETERNAL (X-Special)" | STM 200 | Dificultad X-Special                                                  |
| "Healing Vision (X-Special)" | DE-SIRE | Dificultad X-Special                                                  |
| "MAX 300 (X-Special)" 🎬 | Ω | Dificultad X-Special                                                  |
| "CANDY☆ (X-Special)" | Luv UNLIMITED | Dificultad X-Special                                                  |
| "MAXX UNLIMITED (X-Special)" | Z | Dificultad X-Special                                                  |
| "革命 (X-Special)" (Kakumei (X-special)) | dj TAKA with NAOKI | Dificultad X-Special                                                  |
| "The Legend of MAX (X-Special)" | ZZ | Dificultad X-Special                                                  |
| "Dance Dance Revolution (X-Special)" 🎬 | DDR ALL STARS | Dificultad X-Special Usa mismo video que la entrega original.         |
| Canciones eliminadas | |                                                                       |
| Durante la instalación (2 en total) | |                                                                       |
| "Lesson by DJ" | U.T.D. & Friends | de DDR A Problemas técnicos                                           |
| "LET'S CHECK YOUR LEVEL!" (Canción base: "This Beat Is.....")                                                                                     | (Sin autor) | de DDR A20 PLUS Canción reemplazada                                   |
| Eliminadas el 2 de julio de 2024 (única canción)                                                                                                  | |                                                                       |
| "Play Hard" | David Guetta feat. Ne-Yo, Akon | de DDR A20 Problemas de licencia                                      |
| Eliminadas el 1 de octubre de 2024 (única canción)                                                                                                | |                                                                       |
| "シル・ヴ・プレジデント" | P丸様。 | de DDR A20 PLUS Múltiples factores, incluyendo problemas de licencia  |
| Eliminadas el 20 de noviembre de 2024 (única canción)                                                                                             | |                                                                       |
| "サイカ" | フレデリック | de DDR A20 PLUS Problemas de licencia                                 |
| Eliminadas el 5 de agosto de 2025 (única canción)                                                                                                 | |                                                                       |
| "ミックスナッツ" GP | (Sin autor) | de DDR A3 Término de licencia                                         |
| Eliminadas el 16 de septiembre de 2025 (única canción)                                                                                            | |                                                                       |
| "一途" GP | (Sin autor) | de DDR A3 Término de licencia                                         |

Notas
- 🎬: Contiene video.
  - Videos provenientes de IIDX son centrados sin estirarse incluso si se ajusta a pantalla completa o ventana.
- (J: 🎬): Video solo disponible en modelos MDX japoneses, debido a problemas de derechos de autor.
- 📜: Contiene fondo con letra.
- : Canción o dificultad con condiciones para jugar (EXTRA EXCLUSIVE y liga dorada) o desbloqueable.
- 🔷: BPM dividido entre dificultades.
- (†U): No disponible en modelos MDX norteamericanos, debido a problemas de licencia.
- (†E): No disponible en Europa, debido a problemas de licencia.
- Alterar las canciones de la liga dorada (exc. las marcadas AB que se desbloquean antes) solo tiene efecto una vez terminada la temporada respectiva y no están disponibles en DDR GP antes de su liberación.
- Canciones eliminadas tachadas fueron revividas.
- Canciones de eventos que no fueron desbloqueadas con anterioridad pueden liberarse o moverse a EXTRA SAVIOR.
- Canciones de eventos que fueron desbloqueadas con anterioridad se pueden jugar sin necesidad de desbloquearlas de nuevo y sin importar el método de pago.
- Canciones de eventos desbloqueadas vía EXTRA SAVIOR o vía GALAXY BRAVE no son compatibles con STANDARD MODE. Dicho modo req. modelos xDX:U.
- (*): Req. desbloquear todas las canciones de la misma carpeta. Si lleva número, indica su fase.
- (Remezclado por "artista"): indica canciones que fueron remezcladas y son mostradas en el juego como "Remixed by (artista)".
- (Cover hecho por "artista"): indica canciones que tuvieron cover de otro artista y son mostradas en el juego como "Covered by (artista)".
- Canciones exclusivas para 20th Anniversary Model se pueden jugar fuera de estas pero solo mediante el modo evento y no están disponibles en DDR GP.